# Arch (Suíça)
Arch é uma comuna da Suíça, situada no distrito administrativo de Seeland, no cantão de Berna. Tem 6,4 km² de área e sua população em 2018 foi estimada em 1.592 habitantes.